# Feuilleea stipulacea
Feuilleea stipulacea là một loài thực vật có hoa trong họ Cucurbitaceae. Loài này được (G. Don) Kuntze mô tả khoa học đầu tiên năm 1891.